# Glen Cove (New York)
Glen Cove je grad u američkoj saveznoj državi New York. Prema popisu stanovništva iz 2010. u njemu je živjelo 26.964 stanovnika.